# Чханда (буддизм)
Чханда (санскрит, пали; тибетский: «дун па» ) переводится как «намерение», «интерес» или «желание действовать». Чанда определяется в буддийских учениях Абхидхармы следующим образом:
- в абхидхарме тхеравады это один из шести случайных психических/ментальных факторов, который может иметь положительный или отрицательный результат в зависимости от сопутствующих ему психических факторов;
- абхидхарме сарвастивады это один из 10 универсальных психических процессов, маха-бхумик;
- абхидхарме махаяны это один из пяти определяющих объект ментальных факторов, который определяет характеристику объекта;
- в махаянской медитации шаматха это одно из противоядий, применяемых для устранения препятствий.

## Определения

### Традиция тхеравады
Буддийский монах и учёный Аджан Сучитто даёт следующее определение этого термина:
Желание как готовность действовать, брать на себя обязательства, заниматься медитацией, называется чанда. Это психологическое «да», выбор, а не патология. Фактически, можно кратко описать обучение Дхамме как преобразование танха в чанда.
По мнению другого буддийского монаха Аджана Джаясаро, западные толкования буддийских учений часто ошибочно приводили к мысли, что страдание возникает из-за желания, и поэтому следует ничего не желать. В действительности Будда говорил о двух видах желаний: страстном жажде желании, возникающем из невежества и заблуждения, которое называется танха; и желании, коренящемся в мудрости и разуме, которое называется кусала-чанда, или дхамма-чанда, или просто чанда. Этот многозначный термин в данном контексте подразумевает мудрое и разумное желание и мотивацию, и Будда подчеркивал, что оно является абсолютно основополагающим для любого продвижения по Восьмеричному пути.
В комментарии к «Абхидхамматтха-сангахе» говорится:
Чанда означает желание действовать (катту-камата), то есть совершить действие или добиться какого-либо результата. Такого рода желание необходимо отличать от желания в предосудительном смысле, то есть от лобхи, жадности, и раги, страсти. В то время как эти последние термины всегда являются неблаготворными, чанда — этически изменчивый фактор, который в сочетании с благотворными сопутствующими факторами может функционировать как добродетельное желание достичь достойной цели.
Характеристика чанды — желание действовать, её функция — поиск объекта, её проявление — потребность в объекте, и этот же объект служит её непосредственной причиной. Его следует рассматривать как «протягивание руки ума к объекту».

### Традиция махаяны
Абхидхарма-самуччая утверждает:
Что такое интерес? Это желание наделить желаемую вещь тем или иным особым качеством, и его функция заключается в том, чтобы заложить основу для проявления усердного стремления.
Александр Берзин описывает dun pa как психический фактор «для получения любого объекта, достижения любой цели, или для совершения каких-либо действий с объектом или целью после их получения или достижения». Берзин поясняет:
Итак, у нас есть намерение ('dun-pa, санскр. чанда). Намерение – это желание получить объект, или достичь цели, или сделать что-то с этим. Это может быть встреча с тем, с чем мы встречались раньше, не расставание с тем, что мы сейчас осознаем, или сильная заинтересованность заняться чем-то в будущем. Итак, у Будды есть намерение принести пользу всем. Я имею в виду, что у нас всегда есть намерение. Я смотрю на эту чашку с водой, обращаю на нее внимание и т. д., и у меня возникает намерение: что мне с ней делать? Я возьму её и выпью. Итак, очевидно, что раз у нас есть намерение, мы хотели бы сделать его чистым и имея чистое намерение принести пользу всем — независимо от того, что мы делаем, пусть это принесет пользу всем.

## Альтернативные переводы в англоязычной литературе
- англ. Aspiration — стремление (Джеффри Хопкинс).
- англ. Desire to act — желание действовать (Бхиккху Бодхи).
- англ. Desire as an eagerness to commit — желание как рвение к совершению (Аджан Сучитто).
- англ. Intention — намерение ( Эрик Пема Кунсанг, Александр Берзин).
- англ. Interest— интерес ( Герберт Гюнтер ).
- англ. Zeal — рвение (Нина ван Горком).